# نيلوتينيب
نيلوتينيب (بالإنجليزية: Nilotinib)‏ هو دواء يُباع تحت الاسم التجاري Tasigna، ويستخدم لعلاج ابيضاض المحببات المزمن الذي يحتوي على كروموسوم فيلادلفيا،  يمكن أن يُستخدم في الحالات الأولية من المرحلة المزمنة من سرطان الدم النخاعي المزمن وكذلك في المرحلة المتسارعة والمزمنة من سرطان الدم النخاعي المزمن التي لم تستجب لإيماتينيب،   ويؤخذ عن طريق الفم. 